# Campionat d'Espanya de GT
El Campionat d'Espanya de GT (en castellà: Campeonato de España de GT) és la màxima competició d'aquesta modalitat que es disputa a l'estat espanyol. Organitzat per l'empresa espanyola GT Sport en col·laboració amb la Reial Federació Espanyola d'Automobilisme (RFEDA) des de 1999, el campionat inclou proves celebrades a diferents circuits de l'estat, de França i de Portugal i ha estat la base del campionat d'abast europeu International GT Open, instaurat el 2006 amb una estructura similar.

## Història
Les competicions d'automòbils de turisme i de Gran Turisme compten amb certa tradició a l'estat espanyol, on de 1968 a 1998 es va celebrar el Campionat d'Espanya de velocitat en circuit - Turisme i, com a complement d'aquest, el Campionat d'Espanya de velocitat GT-Sport (1970-1974), per al qual es feien servir principalment circuits europeus. Aquesta segona modalitat no es va reprendre fins al 1999, amb la instauració de l'actual Campionat d'Espanya de GT.
Inicialment, el campionat incloïa tres categories o "classes" de cotxes, anomenades GT2, GT3, i GT4, les quals varen ser substituïdes aviat per les noves GTA, GTB i GTC. Els cotxes que hi competien oscil·laven entre els equiparables als de la categoria GT2 de la FIA fins a cotxes monomarca (en anglès, "one-design" o "one make"). La classe més lenta, GTC, fou eliminada el 2001 i reisntaurada el 2003. El 2005 es va instaurar la nova classe GTS, inicialment per al SEAT Toledo i adaptada el 2006 per a cotxes del Campionat d'Europa FIA GT3, inicialment sense puntuar durant el primer any.
En el format vigent fins al 2014, la classe GTA estava dominada pels Ferrari F430 GT2, Porsche 911 GT3-RSR, Mosler MT900R i el prototipus Sun Red SR21. La GTS feia servir versions GT3 del Ferrari F430, Porsche 911, Lamborghini Gallardo i Dodge Viper Competition Coupe. La GTB es mantenia com a copa monomarca per a versions del Ferrari F430, el Porsche 911 i el Marcos Mantis. El 2015 es reestructurà la definició de categories i en quedaren només dues: Classe 1 i Classe 2.

## Característiques
Cada prova del campionat consisteix en dues curses de la mateixa distància, l'una disputada el dissabte i l'altra el diumenge. Cada cap de setmana de competició ofereix al participant dues tandes d'entrenaments privats, dues de cronometrats i dues curses puntuables, cadascuna de les quals amb la seva pròpia sessió de qualificació per a determinar-ne la graella de sortida. Els equips que hi competeixen poden fer-ho tant amb un com amb dos pilots per cotxe. Les proves se celebren dins el Campionat d'Espanya de Resistència, però amb títols propis per als participants de l'especialitat. Sovint, els esdeveniments comparteixen data i escenari amb els del campionat de Fórmula 3 Euroformula Open, organitzat també per l'empresa GT Sport.
Les classes vigents des del 2015 són aquestes:
- Classe 1: 
  - GT procedents de Copes monomarca
  - Vehicles amb especificacions GT2 i GT3 FIA compresos en aquesta llista: Dodge Viper GTS GT3, Ferrari 360 Modena N-GT i GTC, Ferrari 430 GT3, Lamborghini Gallardo GT3, Maserati Coupe Trofeu Light, Porsche 996 GT3 R-RS -RSR, Porsche 997 Cup S, Renault Megane Trophy, Seat Toledo i Cupra GT
  - Siluetes amb una relació pes/potència no inferior als 2,5 kg/CV
- Classe 2: 
  - Vehicles amb especificacions Euro GT4
  - Siluetes amb una relació pes/potència no inferior als 2,8 kg/CV

## Palmarès
Font:
A 31 de desembre de 2015
| Any  | GT                                      | GT2                                      | GT3                                        | GT4                                   |
| ---- | --------------------------------------- | ---------------------------------------- | ------------------------------------------ | ------------------------------------- |
| 1999 | Ton Puig · Xavier Camp                  | Carles Palau                             | Ton Puig · Xavier Camp                     | Ángel Romero · Manuel Rosado          |
|      | GT                                      | GT A                                     | GT B                                       | GT C                                  |
| 2000 | Miguel Angel De Castro · Balba González | Miguel Angel De Castro · Balba González  | Javier Díaz · Fermí Vélez                  | Luis Carlos Maurel                    |
| 2001 | Albert Castelló · Carles Palau          | Albert Castelló · Carles Palau           | Javier Díaz                                | -                                     |
| 2002 | Pedro Chaves · Miguel Ramos             | Miguel Ramos · Pedro Chaves              | Juan Bastos                                | -                                     |
| 2003 | Ginés Vivancos                          | Miguel Angel De Castro · Balba González  | Manuel Cerqueda · Lluís Pérez-Sala         | Enrique de la Cuerda · Jorge Enríquez |
| 2004 | Shaun Balfe · Nigel Taylor              | Miguel Angel De Castro · Angel Burgueño  | Lluís Pérez-Sala · Manuel Cerqueda         | Francesc Robert                       |
| 2005 | Giambattista Giannoccaro                | Giambattista Giannoccaro                 | Pedro Bastos · Miguel Cristóvão            | José Luis Bermúdez                    |
| 2006 | Michelle Bartyan                        | Michelle Bartyan                         | Daniel Rodrigo · César Rodrigo             | José Luis Bermúdez                    |
| 2007 | Peter Sundberg · Domingo Romero         | Peter Sundberg · Domingo Romero          | Oscar Férnandez · José Manuel Pérez-Aicart | -                                     |
|      | GT                                      | GTA                                      | GTS                                        | GTB                                   |
| 2008 | Peter Sundberg                          | Peter Sundberg                           | Javier Díaz                                | Ton Puig · Alfredo Palencia           |
|      | GT                                      | Super GT                                 | GTS                                        | GT Light                              |
| 2009 | Lourenço da Veiga · Ricardo Bravo       | Lourenço da Veiga · Ricardo Bravo        | Jesús Díez · Antonio Castro                | Francisco Lorena · Ben Clucas         |
| 2010 | Francisco Cruz                          | Juan Manuel López · Manuel Gião          | Joao Pedro Figueiredo · Cesar Campaniço    | Kosta Kanaroglou · Oliver Campos-Hull |
| 2011 | Manuel Gião                             | Manuel Gião                              | Cesar Campaniço · Joao Pedro Figueiredo    | Miguel Toril · Pol Rosell             |
| 2012 | Mikko Eskelinen                         | Mikko Eskelinen                          | Rafael Unzurrunzaga                        | Francesc Gutiérrez · Luis Villalba    |
|      | GT                                      | Super GT                                 | -                                          | Genetleman's Cup                      |
| 2013 | Dimitris Deverikos · Isaac Tutumlu      | Dimitris Deverikos · Isaac Tutumlu       | -                                          | Alexander Talkanitsa Sr.              |
|      | GT                                      | GTC                                      | -                                          | GTL                                   |
| 2014 | Kosta Kanaroglou · Oliver Campos-Hull   | Jesús Díez · José Manuel de los Milagros | -                                          | Javier Ibrán                          |
|      | Classe 1                                | Classe 2                                 | -                                          | -                                     |
| 2015 | Jesús Díez · Xavier Camp                | Pablo Yeregui · Dani Carretero           | -                                          | -                                     |

Notes
1. ↑  Títol Absolut
2. ↑  Copa de España GT2
3. ↑  Copa de España GT3
4. ↑  Copa de España GT4